# Oklepno izvidniško vozilo
Oklepno izvidniško vozilo je hitro, lahko oklepljeno oklepno bojno vozilo, katerega namen je opravljati izvidništvo ozemlja. Zaradi lahkega oklepa se ne morejo zaplesti v boje z drugimi oklepnimi bojnimi vozili, toda s pomočjo protioklepnih izstrelkov lahko zavrnejo ali upočasnijo sovražnikov oklepni napad. 